# حوزه انتخابیه بوئین‌زهرا و آوج
حوزهٔ انتخاباتی بوئین‌زهرا و آوج یکی از حوزه از حوزه‌های استان قزوین برای انتخابات مجلس شورای اسلامی است. این حوزه به مرکزیت بوئین‌زهرا، ۱ نماینده دارد.

## نمایندهدوره یازدهمودوره دوازدهم
روح‌الله عباس‌پور

## پی‌نوشت و منبع
- «جدول حوزه‌های انتخابیه در انتخابات دهمین دورهٔ مجلس شورای اسلامی» (PDF). مرکز پژوهش و سنجش افکار صدا و سیما. بایگانی‌شده از اصلی (PDF) در ۵ اكتبر ۲۰۱۸. دریافت‌شده در ۱۸ ژوئیه ۲۰۱۶. تاریخ وارد شده در |archive-date= را بررسی کنید (کمک)